# Club Plaza Colonia de Deportes
Il Club Plaza Colonia de Deportes, noto semplicemente come Plaza Colonia, è una società calcistica di Colonia del Sacramento in Uruguay.

## Storia
Tra i più longevi club uruguaiani, fondato il 22 aprile 1917, il Plaza Colonia è attualmente uno dei 5 club dell'Interior (com'è chiamata la zona dell'Uruguay al di fuori del dipartimento di Montevideo) che militano nel campionato di Primera División Profesional de Uruguay.
Fino al 1999 militò nella Liga de Fútbol de Colonia, uno campionati regionali amatoriali organizzati dall'Organización del Fútbol del Interior. Nel 2000 si trasformò in club professionistico, partecipando al campionato di seconda divisione e conquistando nella stagione seguente una storica promozione in Primera División.
La prima stagione nella massima serie, nel 2002, si concluse con un brillante quinto posto nella classifica aggregata tra i campionati di Apertura e di Clausura, che valse al club persino la qualificazione alla Liguilla.
Dopo altre due stagioni in prima divisione, nel 2005 il Plaza Colonia retrocesse, dopo aver perso lo spareggio contro il Cerro. Di lì a poco la situazione precipitò e una difficile condizione economica impedì al club di presentarsi ai nastri di partenza della successiva stagione di Segunda División, in cui è riuscita comunque a tornare nella stagione 2007-2008.
Nella stagione 2015-2016 si è aggiudicato il campionato di Clausura, perdendo poi il playoff per il titolo contro il Peñarol per 1-3.
Nel 2022 ha giocato (e perso, contro il Peñarol) la Supercopa Uruguaya.

## Organico

### Rosa 2019
Aggiornata al 7 ottobre 2019.
| N. |                      | Ruolo | Calciatore        |
| -- | -------------------- | ----- | ----------------- |
| 1  | Uruguay (bandiera)   | P     | Luis Cartés       |
| 3  | Uruguay (bandiera)   | C     | Yvo Calleros      |
| 5  | Uruguay (bandiera)   | C     | Matías Caseras    |
| 6  | Uruguay (bandiera)   | D     | Santiago Brunelli |
| 7  | Argentina (bandiera) | A     | Elías Umeres      |
| 8  | Argentina (bandiera) | C     | Iván Salazar      |
| 9  | Uruguay (bandiera)   | A     | Javier Fernández  |
| 10 | Uruguay (bandiera)   | C     | Agustín Miranda   |
| 11 | Uruguay (bandiera)   | A     | Marcelo Tabárez   |
| 12 | Uruguay (bandiera)   | P     | Nicolás Guirin    |
| 13 | Uruguay (bandiera)   | D     | Federico Pérez    |
| 14 | Uruguay (bandiera)   | D     | Facundo Kidd      |
| 15 | Uruguay (bandiera)   | A     | Facundo Waller    |

| N. |                      | Ruolo | Calciatore           |
| -- | -------------------- | ----- | -------------------- |
| 16 | Uruguay (bandiera)   | D     | Haibrany Ruiz Díaz   |
| 19 | Argentina (bandiera) | C     | Lucas Ruiz Díaz      |
| 20 | Uruguay (bandiera)   | C     | Ezequias Redín       |
| 21 | Uruguay (bandiera)   | A     | Franco Acosta        |
| 22 | Argentina (bandiera) | C     | Javier Sequeyra      |
| 23 | Argentina (bandiera) | D     | Mario Risso          |
| 25 | Uruguay (bandiera)   | C     | Leandro Suhr         |
| 26 | Uruguay (bandiera)   | C     | Álvaro Fernández     |
| 30 | Panama (bandiera)    | A     | Cecilio Waterman     |
|    | Uruguay (bandiera)   | D     | Federico Barrandeguy |
|    | Uruguay (bandiera)   | A     | Nicolás Dibble       |
|    | Spagna (bandiera)    | D     | Bidari García        |

## Palmarès

### Competizioni nazionali
- Segunda División Profesional de Uruguay: 1

2024

### Altri piazzamenti
- Segunda División Profesional de Uruguay:

Secondo posto: 2014-2015
Terzo posto: 2018